# Teresewo
Teresewo [tɛrɛˈsɛvɔ] es un pueblo ubicado en el distrito administrativo de Gmina Wierzbinek, dentro del Distrito de Konin, Voivodato de Gran Polonia, en el oeste de Polonia central. Se encuentra aproximadamente a 6 kilómetros al suroeste de Wierzbinek, a 25 kilómetros al noreste de Konin, y a 106 kilómetros al este de la capital regional Poznan.